# Челобитьевское шоссе
Челоби́тьевское шоссе́ — улица на севере Москвы в районе Северный Северо-Восточного административного округа и шоссе в Московской области, от Дмитровского шоссе. Название дано по направлению шоссе к селу Челобитьево Мытищинского района Московской области.

## Описание

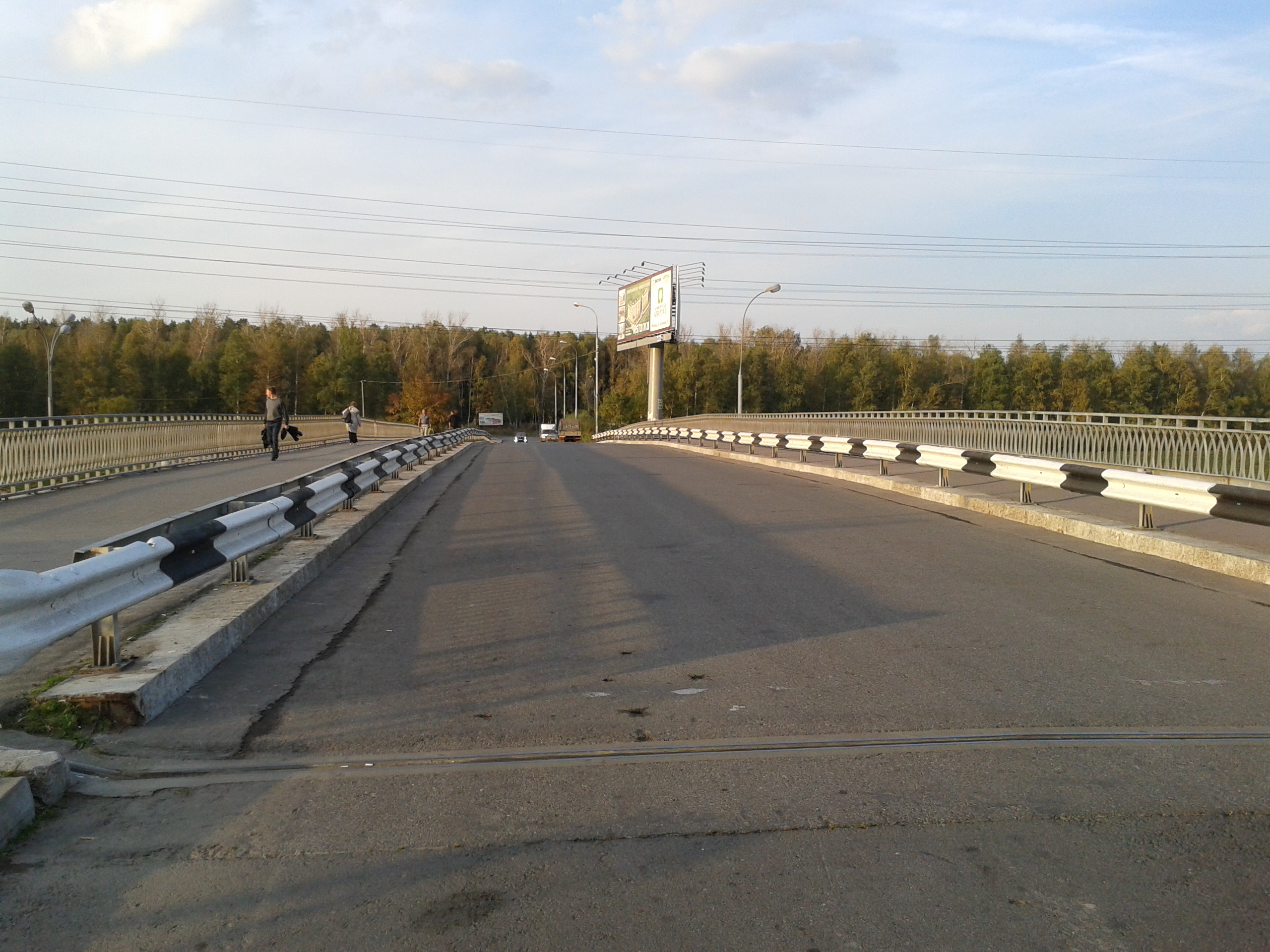
Путепровод над МКАД от улицы Корнейчука к Челобитьевскому шоссе

Челобитьевское шоссе начинается в Мытищинском районе Московской области двухуровневой развязкой от Осташковского шоссе у деревни Челобитьево, проходит на запад к северу от МКАД (от 90 до 82 км) через посёлок Нагорное, в котором был выезд на МКАД (закрыт в 2007 году), далее имеется небольшой автомобильный мост через МКАД на улицу Корнейчука. Затем отворачивает на северо-запад, пересекает Алтуфьевское шоссе, поворачивает на юго-запад, проходит к северу от Лианозовского кладбища, входит в московский район Северный (за МКАД) южнее коттеджного посёлка Архангельское-Тюриково и заканчивается на Дмитровском шоссе напротив Долгопрудненского шоссе. Длина шоссе составляет около 10 км, в черте Москвы — 0,85 км.
Участок в Московской области от МКАДа напротив улицы Корнейчука до Алтуфьевского шоссе обозначается как Липкинское шоссе.
На шоссе находится парковый ансамбль усадьбы «Неклюдово», известной также как «Дача Ворошилова», переданной в конце 1980-х годов Детскому фонду.